# Pamares nephele
Pamares nephele är en insektsart som beskrevs av Mansell 1990. Pamares nephele ingår i släktet Pamares och familjen myrlejonsländor. Inga underarter finns listade i Catalogue of Life.